# Худокормов, Игорь Вячеславович
Игорь Вячеславович Худокормов (род. 1 мая 1968 год, Пенза) — российский предприниматель, председатель совета директоров и основной акционер группы компаний «Продимекс».

## Биография
Игорь Худокормов родился 1 мая 1968 года в Пензе. В 1991 году закончил Ленинградское железнодорожное военное училище. После окончания училища уволился из вооруженных сил и начал развивать свой бизнес.
В 1992 году предприниматель занимался поставками сахара из Украины в Россию, в том числе по бартеру, обменивая мазут на сахар. В 1992 вместе с партнёрами основал компанию «Продимекс», где стал основным акционером. Позже, с введением пошлин на импорт, «Продимекс» начал производство сахара уже на территории России.
В 2012 году журнал Forbes оценивал личное состояние Худокормова в $550 млн. В 2019 году журнал оценивал состояние предпринимателя в $600 млн, однако в 2020 году из-за снижения цен на сахар, предприниматель не смог преодолеть минимальный порог в $400 млн. и выбыл из списка богатейших россиян. Худокормова И.В. считают одним из самых «закрытых» российских предпринимателей.
Игорь Худокормов развивает и другие направления бизнеса, в частности, строительное.

## Личная жизнь
Женат, две дочери. Увлекается спортом, играет в хоккей, катается на горных и беговых лыжах.